# Laboratorium Instytutu Profesora Weigla w Wysocku Wyżnym

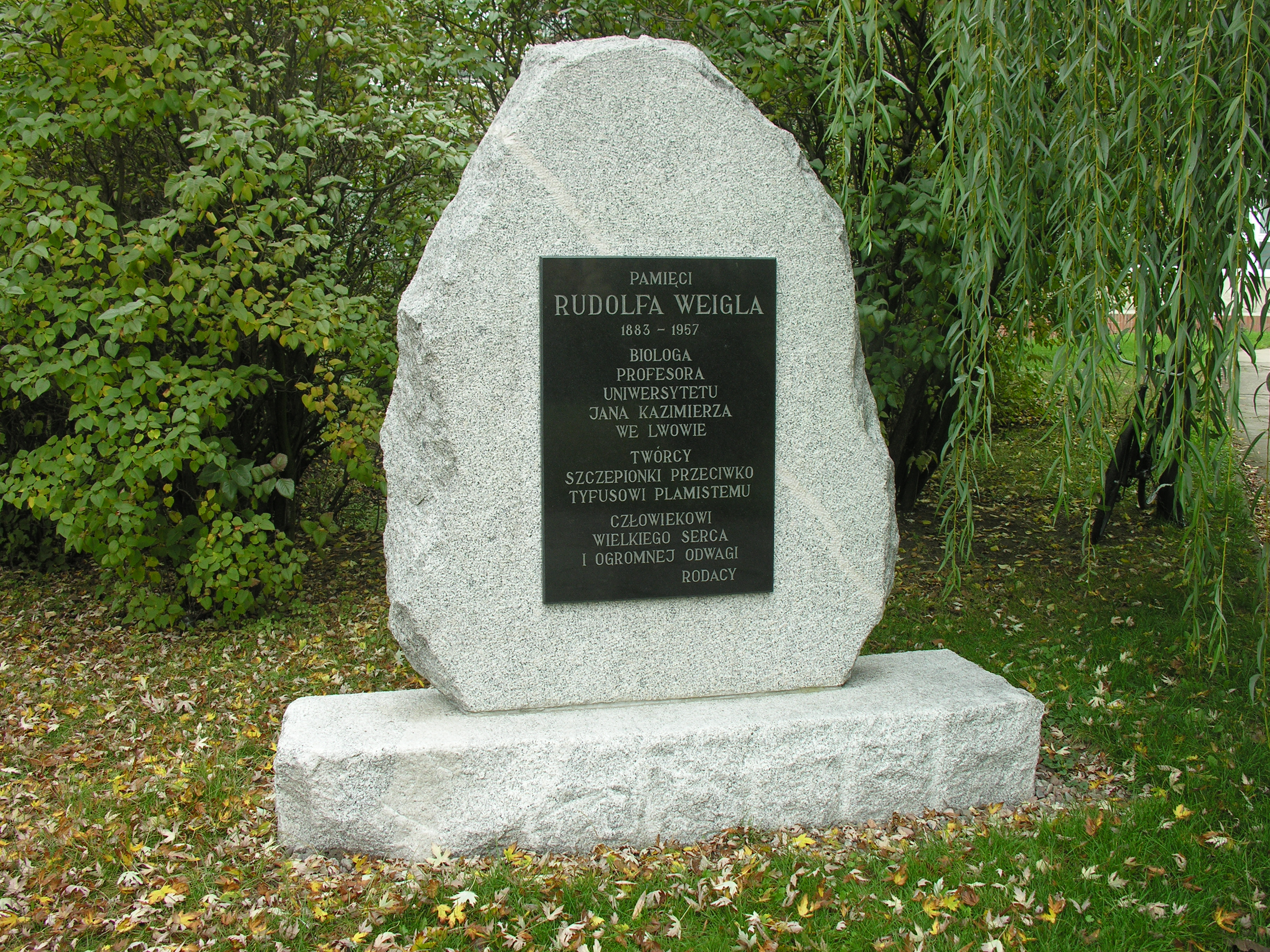
Pomnik Rudolfa Weigla we Wrocławiu

Laboratorium Instytutu Profesora Weigla w Wysocku Wyżnym – laboratorium utworzone w Wysocku Wyżnym koło Turki nad Stryjem przypuszczalnie w grudniu 1940. Zajmowało się produkcją szczepionki przeciw tyfusowi plamistemu, odkrytej przez Rudolfa Weigla (1883–1957).
Zespół lekarzy początkowo mieszkał u tamtejszych właścicieli majątku, państwa Wysoczańskich. Ze Lwowa dojeżdżała okresowo „sanitarka”. Pracowników laboratorium przed represjami sowieckimi, a potem hitlerowskimi chronił fakt zatrudnienia w Instytucie prof. Weigla, ponieważ produkcja szczepionki przeciw tyfusowi plamistemu była istotna dla wszystkich walczących armii.

## Pracownicy laboratorium
lista niepełna
- Stanisław Duhl
- dr Marian Habel